# Тюльбах, Рейк
Рейк Тюльбах, нидерл. Ryk (Rijk) Tulbagh (14 мая 1699, Утрехт — 11 августа 1771, Капстад) — нидерландский губернатор Капской колонии с 27 февраля 1751 по 11 августа 1771 года.
Сын Дирка Тюльбаха и Катарины Каттепуль, которые переселились в Берген-оп-Зоом, когда он был ещё ребёнком. В возрасте 16 лет поступил на службу в Голландскую Ост-Индскую компанию и в 1716 на корабле Terhorst отправился в Южную Африку, где со временем занял должность губернатора.
В течение длительного времени Тюльбах переписывался с Карлом Линнеем и отправил ему более 200 образцов африканских растений.
В его честь названы город Тульбах в Западно-Капской провинции ЮАР и растение тульбагия.